# Liste bedeutender Bauwerke in Hannover
Die Liste bedeutender Bauwerke in Hannover enthält ausgewählte Bauwerke auf dem Gebiet der heutigen Stadt Hannover, deren Architekten und Baumeister sowie Angaben zur Entstehungs- und Nutzungsgeschichte.
| Bauwerk                              | Baujahr und weitere Informationen                                                                     | Architekt / Baumeister                                          | Lage | Bild |
| ------------------------------------ | --- | --------------------------------------------------------------- | ---- | ---- |
| Aegidienkirche*                      | 1347                                                                                                  |                                                                 | Lage |      |
| Aegidienkirche*                      | 1943 zerstört, Ruine, Mahnmal für die Opfer von Kriegen und Gewalt                                    |                                                                 |      |      |
| Altes Rathaus*                       | 1410 und ab 1877                                                                                      | Conrad Wilhelm Hase                                             | Lage |      |
| Altes Rathaus*                       | ursprünglich Sitz der Stadtverwaltung, heute Gastronomie und Einzelhandel                             |                                                                 |      |      |
| Amtsgericht Hannover                 | |                                                                 | Lage |      |
| Amtsgericht Hannover                 | 1852–1888 im Reden’schen Palais                                                                       |                                                                 |      |      |
| Anzeiger-Hochhaus                    | 1927–1928                                                                                             | Fritz Höger                                                     | Lage |      |
| Anzeiger-Hochhaus                    | Pressegeschichte: Verlagsgesellschaft Madsack, Der Spiegel (1947) und Stern (1948)                    |                                                                 |      |      |
| Burgstraße 12 (Hannover)             | 1566                                                                                                  |                                                                 | Lage |      |
| Burgstraße 12 (Hannover)             | Ältestes Fachwerkhaus Hannovers                                                                       |                                                                 |      |      |
| Calenberg-Grubenhagensche Landschaft | 1846                                                                                                  | Ernst Ebeling                                                   |      |      |
| Calenberg-Grubenhagensche Landschaft | einst Vertretung der Landstände, heute Sitz der Börse                                                 |                                                                 |      |      |
| Continental-Hochhaus                 | 1953                                                                                                  | Ernst Zinsser und Werner Dierschke                              | Lage |      |
| Continental-Hochhaus                 | Bei seiner Errichtung höchstes Hochhaus in Deutschland                                                |                                                                 |      |      |
| Döhrener Turm                        | 1382                                                                                                  |                                                                 | Lage |      |
| Döhrener Turm                        | Teil der Hannoverschen Landwehr                                                                       |                                                                 |      |      |
| Schloss Herrenhausen                 | Barock um 1640, Klassizismus                                                                          |                                                                 | Lage |      |
| Schloss Herrenhausen                 | ehemals Residenz von Georg V. (Hannover), heute Tagungszentrum und Museum                             |                                                                 |      |      |
| International Neuroscience Institute | 1999/2000                                                                                             | SIAT Bauplanung und Ingenieurleistungen GmbH & Co. OHG, München | Lage |      |
| Künstlerhaus                         | 1853 bis 1856                                                                                         | Conrad Wilhelm Hase                                             | Lage |      |
| Künstlerhaus                         | bis 1902 als Museum genutzt                                                                           |                                                                 |      |      |
| Leineschloss                         | 1637                                                                                                  |                                                                 | Lage |      |
| Leineschloss                         | ehemals Residenz der Könige von Hannover, heute Sitz des Landtages                                    |                                                                 |      |      |
| Lindener Turm                        | 14. Jahrhundert                                                                                       |                                                                 | Lage |      |
| Lindener Turm                        | Teil der Hannoverschen Landwehr                                                                       |                                                                 |      |      |
| Marktkirche*                         | 14. Jahrhundert                                                                                       |                                                                 | Lage |      |
| Marktkirche*                         | ein romanischer Vorgängerbau entstand um 1125                                                         |                                                                 |      |      |
| Neues Rathaus*                       | 1901 bis 1913                                                                                         | Hermann Eggert                                                  | Lage |      |
| Neues Rathaus*                       | Sitz der Stadtverwaltung                                                                              |                                                                 |      |      |
| Opernhaus                            | 1845 bis 1852                                                                                         | Georg Ludwig Friedrich Laves                                    | Lage |      |
| Opernhaus                            | ehemals „Königliches Hoftheater“                                                                      |                                                                 |      |      |
| Palais Grote                         | 1862 bis 1864                                                                                         | Otto Goetze                                                     | Lage |      |
| Palais Grote                         | Wohnhaus des Grafen Adolf von Grote                                                                   |                                                                 |      |      |
| Pferdeturm                           | 1387                                                                                                  |                                                                 | Lage |      |
| Pferdeturm                           | Teil der Hannoverschen Landwehr                                                                       |                                                                 |      |      |
| Stadthalle                           | 1911–1914                                                                                             | Paul Bonatz, Friedrich Eugen Scholer und Michael Kott           | Lage |      |
| Stadthalle                           | Teil des Kongress- und Veranstaltungszentrums                                                         |                                                                 |      |      |
| Welfenschloss                        | 1857–1866                                                                                             | Christian Heinrich Tramm                                        | Lage |      |
| Welfenschloss                        | als Residenz für Georg V. (Hannover) geplant, dann Königlich Technische Hochschule, heute Universität |                                                                 |      |      |

## Kriterien für bedeutende Bauwerke
Es sollen wenigstens zwei der folgenden Kriterien erfüllt sein:
1. Denkmalgeschütztes Gebäude.
2. Darstellung in einer der großen Architekturzeitschriften wie Bauwelt, Baumeister, DBZ – Deutsche Bauzeitschrift, Arch+, Der architekt, Deutsches Architektenblatt, BDA – Preisträger und lobende Erwähnung
3. Gebäude von bedeutenden Architekten oder bekannten Institutionen
4. historische Bedeutung.